# Sant'Andrea al Quirinale

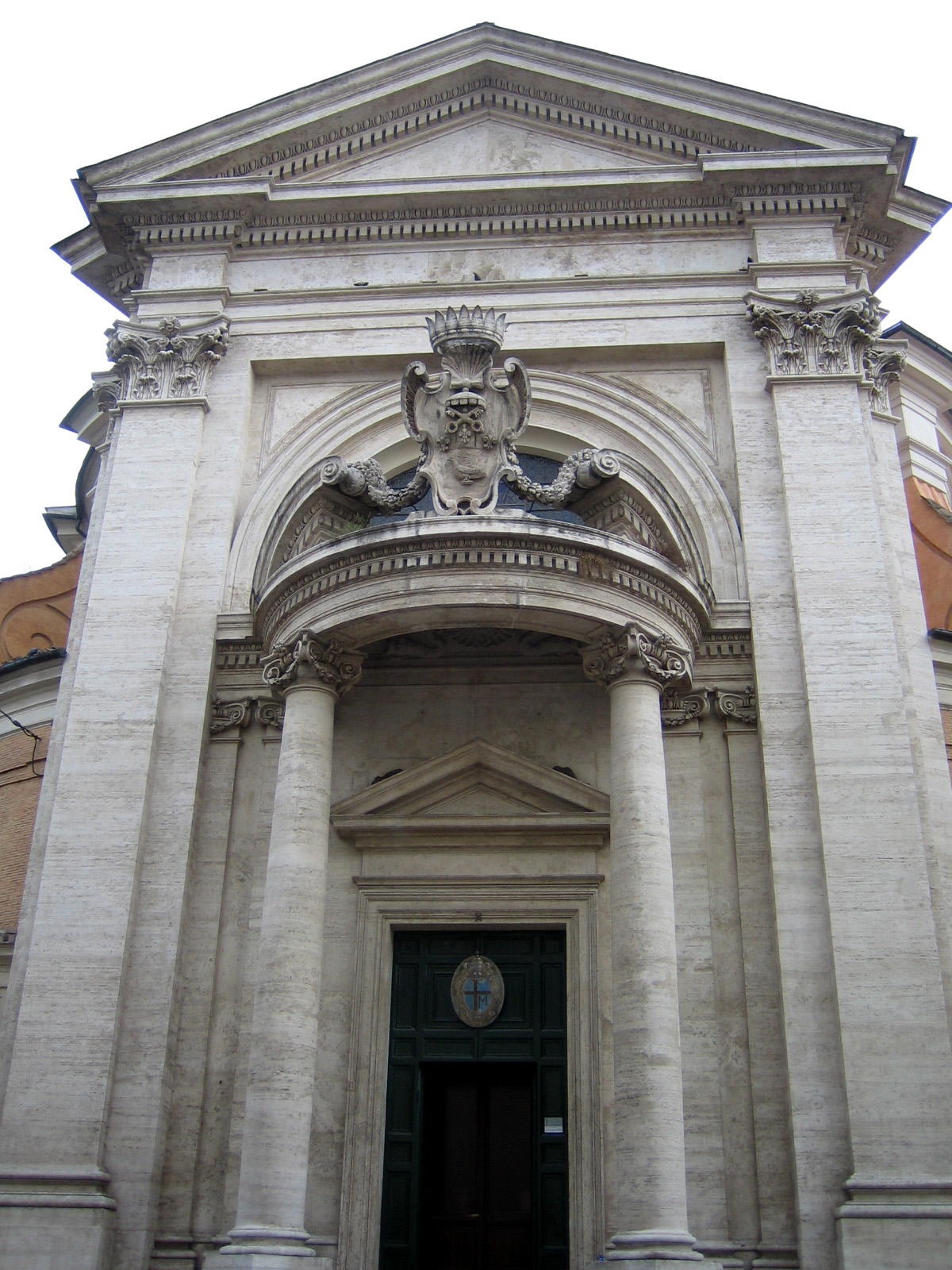
Façana

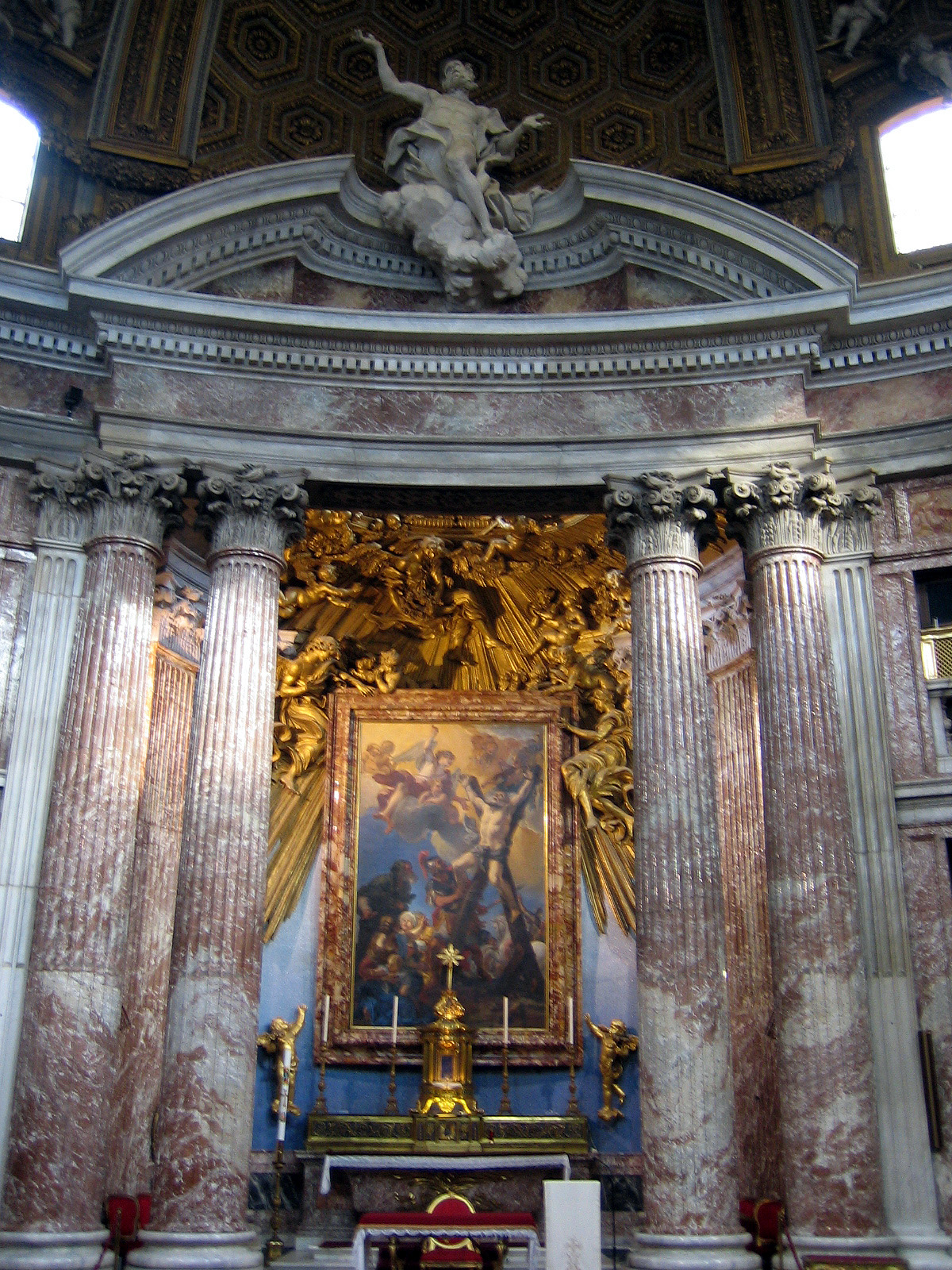
Interior de l'església

Sant'Andrea al Quirinale (en català: «Sant Andreu del Quirinal») és una església barroca de Roma, Itàlia, ubicada al turó del Quirinal.
Seu del noviciat de la Companyia de Jesús, està situada al turó del Quirinal, propera al Palau del Quirinal. La petita església va ser construïda entre 1658 i 1670, a partir del projecte de Gian Lorenzo Bernini i Giovanni de Rossi, per encàrrec del cardenal Camillo Pamphili, familiar d'Innocenci X. Existia una església prèvia, del segle xvi.
És considerada una de les obres mestres de l'arquitectura de Bernini. El seu fill recordava com, anys després, Bernini solia seure a l'interior a observar el joc de llums, els estucs tenyits i el mobiliari policromat.
La planta té forma el·líptica. La seva col·locació transversal, amb l'altar i l'entrada oposats en l'eix menor, permet arribar ràpidament al centre, a la plenitud de l'edifici.
A la planta en forma d'el·lipse se li afegeix peça del pòrtic corb a l'entrada, aconseguint una referència de frontalitat. El pòrtic columnat està decorat per la corona del seu patró Camillo Pamphili.
La decoració en estuc va ser dissenyada per Bernini i executada per Antonio Raggi i altres, entre els anys 1661 i 1666. Fins i tot el sòl repeteix el motiu de geometria el·líptica.
A l'altar es troba El martiri de sant Andreu, d'il Borgognone. La primera capella alberga tres llenços de Baciccia: Mort de sant Francesc Xavier i dos altres quadres de 1705. A la segona capella s'exposen tres quadres de Giacinto Brandi de 1682. A la segona capella a l'esquerra hi ha una Madonna amb nen i sant Estanislau de Kostka (1687) de Carlo Maratta amb un sostre pintat al fresc sobre la Glòria dels Sants de Giovanni Odazzi. A la primera capella hi ha una altra Madonna amb nen i Santos de Ludovico Mazzanti, amb sostre sobre la Glòria dels Àngels de Giuseppe Chiari.
Carles Manuel IV de Savoia, rei de Sardenya i Piemont, està enterrat en una de les capelles laterals. Les restes de sant Estanislau de Kostka també es guarden aquí, a l'anomenada Camera di San Stanislao Kostka. La seva luxosa estàtua jacent, realitzada amb marbres de diferents colors, va ser esculpida al segle xviii per Pierre Legros.
A l'interior s'observa un quadre de Guglielmo Cortese.

## El títol cardenalici
Sant'Andrea al Quirinale és un títol cardenalici instituït pel papa Joan Pau II el 1998.

### Titulars
- Adam Kozłowiecki, S.J. (21 de febrer de 1998 - 28 de setembre de 2007 mort)
- Odilo Pedro Scherer, des del 24 de novembre de 2007